# 제10회 아시안 필름 어워즈
제10회 아시안 필름 어워즈는 2016년 3월 17일에 열린 시상식이다.

## 수상 및 후보

### 최우수작품상
- 자객 섭은낭 - 허우 샤오시엔 수상
- 산하고인 - 지아장커
- 바지라오 마스타니 - 산제이 릴라 반살리
- 세 가지 사랑 이야기 - 하시구치 료스케
- 노포아 - 관호
- 베테랑 - 류승완

### 최우수감독상
- 자객 섭은낭 - 허우 샤오시엔 수상
- 산하고인 - 지아장커
- 바닷마을 다이어리 - 고레에다 히로카즈
- 노포아 - 관호
- 베테랑 - 류승완

### 남우주연상
- 내부자들 - 이병헌 수상
- 엽문3: 최후의 대결 - 견자단
- 앙: 단팥 인생 이야기 - 나가세 마사토시
- 노포아 - 펑샤오강
- 헤너럴 루나 - 존 아실라

### 여우주연상
- 자객 섭은낭 - 서기 수상
- 산하고인 - 자오 타오
- 바닷마을 다이어리 - 아야세 하루카
- 차이나타운 - 김혜수
- 백일홍 - 임가흔

### 신인상
- 기항지 - 제시 리 수상
- 마사안 - 비키 카우샬
- 솔로몬의 위증 전편: 사건 외 1편 - 후지노 료코
- 강남 1970 - 설현
- 다나토스, 드렁크 - 리홍기
- 스냅 - 와룬톰 파오닐

### 남우조연상
- 해안가로의 여행 - 아사노 타다노부 수상
- 엽문3: 최후의 대결 - 장진
- 기항지 - 마이클 닝
- 암살 - 오달수
- 다나토스, 드렁크 - 렉슨 쳉

### 여우조연상
- 자객 섭은낭 - 주운 수상
- 고닌 사가 - 츠치야 안나
- 모진 더 로스트 레전드 - 안탁령
- 뷰티 인사이드 - 우에노 주리
- 검은 사제들 - 박소담

### 최우수 각본상
- 산하고인 - 지아장커 수상
- 기항지 - 옹자광
- 그날의 진실 - 메그나 굴자르
- 해안가로의 여행 - 우지타 타카시 외 1명
- 베테랑 - 류승완

### 최우수 촬영상
- 자객 섭은낭 - 리판빙 수상
- 기항지 - 크리스토퍼 도일
- 고닌 사가 - 사사키바라 야스시
- 노포아 - 나반
- 암살 - 김우형

### 최우수 제작디자인상
- 자객 섭은낭 - 황 원잉 수상
- 엽문3: 최후의 대결 - 맥국강
- 카케코미 여자와 카케다시 남자 - 하라다 테츠오
- 내부자들 - 이민수
- 헤너럴 루나 - 벤자민 파데로

### 최우수 작곡상
- 자객 섭은낭 - 임강 수상
- 바지라오 마스타니 - 니하르 란잔 사말
- 봄베이 벨벳 - 아미트 트리베디
- 해안가로의 여행 - 오토모 요시히데
- 사도 - 방준석

### 최우수 음향상
- 자객 섭은낭 - 오서요 수상
- 몬스터 헌트 - 증경상 외 2명
- 바쿠만 - 와타나베 신지
- 잔예 - 살아서는 안되는 방 - 니시야마 토루
- 암살 - 김석원 외 1명

### 최우수 편집상
- 기항지 - 장숙평 수상
- 바지라오 마스타니 - 라제시 판데이
- 바쿠만 - 오제키 야스유키
- 전병협 - 투 이란
- 베테랑 - 김재범 외 1명

### 최우수 시각효과상
- 바지라오 마스타니 - 프래새드 수타르 수상
- 몬스터 헌트 - 탕 빙빙 외 2명
- 전사 바후발리 - 스리니바스 모한
- 진격의 거인 - 오노우에 카츠로
- 대호 - 조용석 외 2명

### 최우수 의상상
- 사도 - 이지연 수상
- 사도 - 심현섭 수상
- 자객 섭은낭 - 황 원잉
- 바지라오 마스타니 - 막시마 바수
- 카케코미 여자와 카케다시 남자 - 미야모토 마사에
- 헤너럴 루나 - 카를로 타비제